# أناتولي ميرونوف
أناتولي ميرونوف هو لاعب كرة قدم روسي في مركز الوسط، ولد في 26 يوليو 1977 في مدينة إنجلز في روسيا. لعب مع أفانجارد كورسك.